# Erik Glaad
Erik Glaad är en svensk journalist och programledare.
Glaad var P3:s inrikespolitiska reporter och medverkar frekvent i Morgonpasset i P3 och Eftermiddag i P3. Tidigare var han tillsammans med Hanna Hellquist och Samir Yosufi programledare för helgprogrammet P3 Hemligheter.
Sedan 2022 arbetar han som granskande reporter på Tidningen Expo. 
2023 granskade han Hans Bergström och Barbara Bergströms stiftelses finansiering av högerextrem media.
Under 2024 avslöjade han tillsammans med frilansjournalisten My Vingren, genom att wallraffa, hur unga män organiserar sig i krypterade chattar för att begå nazistiska våldsdåd. Granskningen nominerades under 2025 till Guldspaden.
Erik Glaad är också regelbundet programledare i Expos podcast Studio Expo.